# Novation en droit civil québécois
En droit québécois, la novation  est l'un des modes d'extinction des obligations qui survient lorsqu'une dette nouvelle est substituée à une dette ancienne ou lorsqu'un nouveau créancier est substitué à un ancien créancier par l'effet d'un nouveau contrat. Elle est régie par les articles 1660 à 1666 du Code civil du Québec. L'article 1660 C.c.Q. contient une définition de la novation : 

« La novation s’opère lorsque le débiteur contracte envers son créancier une nouvelle dette qui est substituée à l’ancienne, laquelle est éteinte, ou lorsqu’un nouveau débiteur est substitué à l’ancien, lequel est déchargé par le créancier; la novation peut alors s’opérer sans le consentement de l’ancien débiteur.
Elle s’opère aussi lorsque, par l’effet d’un nouveau contrat, un nouveau créancier est substitué à l’ancien envers lequel le débiteur est déchargé. »

La novation ne se présume pas (art. 1661 C.c.Q.), puisque l'intention de l'opérer doit être évidente.
D'après l'art. 1662 C.c.Q., les hypothèques liées à l’ancienne créance ne passent point à celle qui lui est substituée, à moins que le créancier ne les ait expressément réservées.
En vertu de l'art. 1663 C.c.Q., une novation s’opère par la substitution d’un nouveau débiteur, le nouveau débiteur ne peut opposer au créancier les moyens qu’il pouvait faire valoir contre l’ancien débiteur, ni ceux que l’ancien débiteur avait contre le créancier, à moins, dans ce dernier cas, qu’il ne puisse invoquer la nullité de l’acte qui les liait. De plus, les hypothèques liées à l’ancienne créance ne peuvent point passer sur les biens du nouveau débiteur; et elles ne peuvent point, non plus, être réservées sur les biens de l’ancien débiteur sans son consentement
L'art. 1664 C.c.Q. dispose que lorsque la novation s’opère entre le créancier et l’un des débiteurs solidaires, les hypothèques liées à l’ancienne créance ne peuvent être réservées que sur les biens du codébiteur qui contracte la nouvelle dette.
L'art. 1665 C.c.Q. prévoit que la novation qui s’opère entre le créancier et l’un des débiteurs solidaires libère les autres codébiteurs à l’égard du créancier; celle qui s’opère à l’égard du débiteur principal libère les cautions.
Toutefois, lorsque le créancier a exigé, dans le premier cas, l’accession des codébiteurs, ou, dans le second cas, celle des cautions, l’ancienne créance subsiste, si les codébiteurs ou les cautions refusent d’accéder au nouveau contrat.
L'art. 1666 C.c.Q. affirme que la novation consentie par un créancier solidaire est inopposable à ses cocréanciers, excepté pour sa part dans la créance solidaire.